# Trouser Press

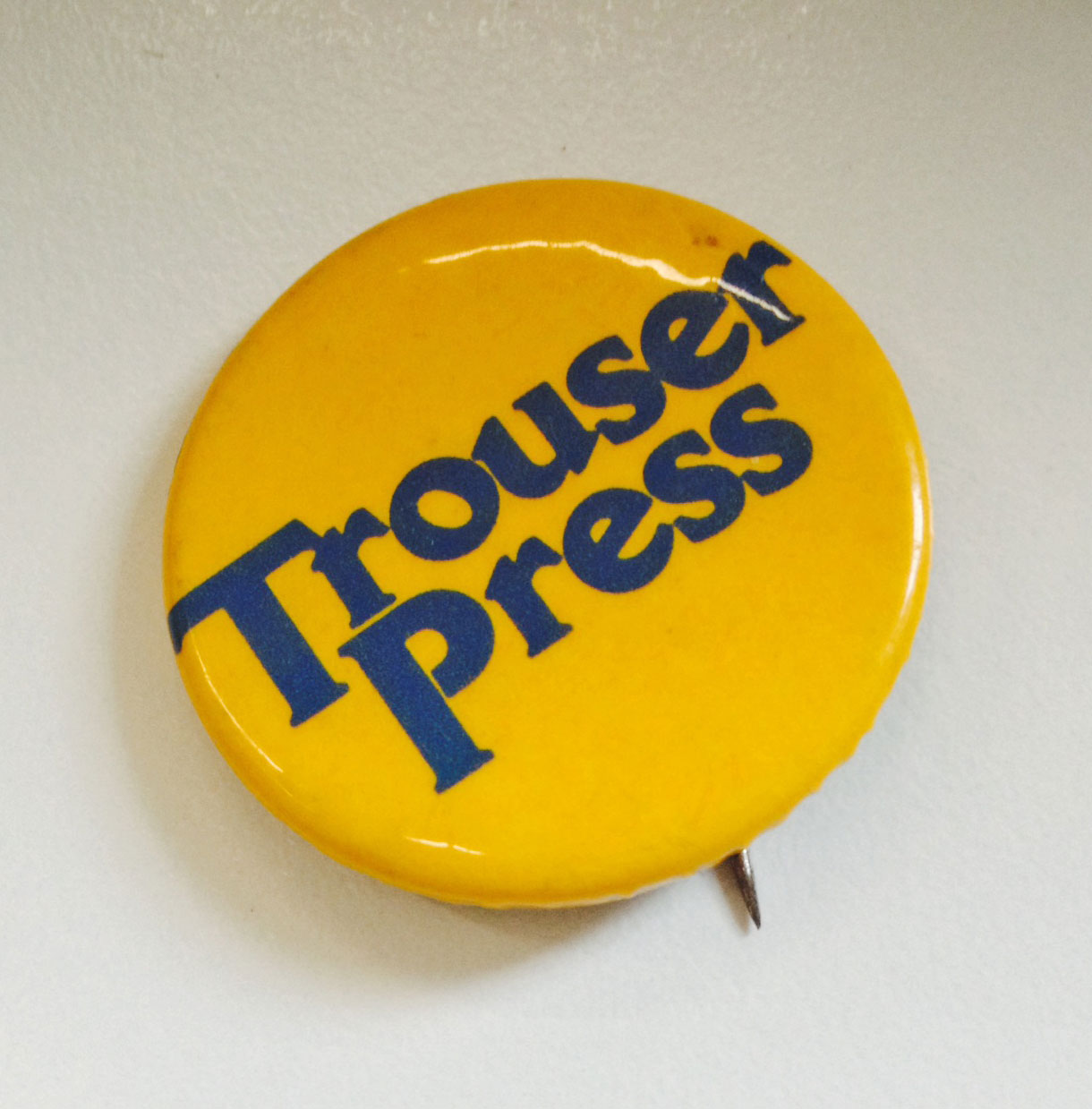
Uma crachá da Trouser Press

Trouser Press foi uma revista de música estadunidense criada em 1974 em Nova York. É considerada a publicação mais importante em relação à cobertura da cena musical britânica dos anos 1970. Até seu fim, em 1984, a revista publicou 95 edições.